# Перемога (Николаевский район)
Перемога (укр. Перемога) — село, относится к Николаевскому району Одесской области Украины.
Население по переписи 2001 года составляло 50 человек. Почтовый индекс — 67020. Телефонный код — 8-04857. Занимает площадь 0,5 км². Код КОАТУУ — 5123555103.

## История
В 1945 г. Указом ПВС УССР хутор Французский переименован в Перемогу.

## Местный совет
67000, Одесская обл., Николаевский р-н, пгт Николаевка, ул. Карпишина, 43